# Liste des œuvres du musée du Louvre ayant une notice
 (mai 2025).
Motif : caractère encyclopédique pour les lecteurs de cette page ?
- Archive Wikiwix
- Bing
- Cairn
- DuckDuckGo
- E. Universalis
- Gallica
- Google
- G. Books
- G. News
- G. Scholar
- Persée
- Qwant
- (zh) Baidu
- (ru) Yandex
- (wd) trouver des œuvres sur Wikidata

| 1. | Préciser le motif de la pose du bandeau. | Précisez le motif de la pose du bandeau en utilisant la syntaxe suivante : {{admissibilité à vérifier\|date=mai 2025\|motif=remplacez ce texte par le motif}}                                                             |
| 2. | Informer les utilisateurs concernés.     | Pensez à avertir le créateur de l'article, par exemple, en insérant le code ci-dessous sur sa page de discussion : {{subst:avertissement admissibilité à vérifier\|Liste des œuvres du musée du Louvre ayant une notice}} |

La liste des œuvres du musée du Louvre ayant une notice répertorie les œuvres exposées au musée du Louvre ayant fait l'objet d'une étude particulière dans Wikipédia.

## Département des Antiquités orientales

### Mésopotamie
- Stèle des vautours
- Vase d'En-metena
- Statue d'Ebih-Il
- Statue de Iddi-Ilum
- Vase d'Ishtar
- Gudea
- Lion de Mari
- Peinture de l'Investiture
- Code de Hammurabi
- Caillou Michaux
- Adorant de Larsa
- Le démon assyrien Pazuzu
- Lamassus du palais de Khorsabad
- Sceau-cylindre

### Iran antique (Elam, Perse...) et Asie centrale
- Boisseau avec motifs de bouquetins
- Petit chien à bélière
- Napirasu
- Frise des archers

### Pays du Levant
- Statues d'Ain Ghazal
- Stèle de Baal au foudre
- Stèle de Mesha
- Triade palmyrénienne

## Département des Antiquités égyptiennes

### Période prédynastique et époque thinite
- Couteau de Gebel el-Arak
- Stèle d'Ouadji ou roi-Serpent

### Ancien Empire
- Le Scribe accroupi
- Tête de Djédefrê en quartzite
- Grand sphinx de Tanis

### Moyen Empire
- Sphinx d'Amenemhat II

### Nouvel Empire
- Le dieu Amon protégeant Toutânkhamon
- Sphinx en bronze de Thoutmôsis III
- Bague aux chevaux
- La reine Tiy aux côtés du roi Aménophis III

### Basse époque, Égypte ptolémaïque et romaine
- Statue de la divine adoratrice Karomama
- Triade d'Osorkon II
- Zodiaque de Dendérah

## Département des Antiquités grecques, étrusques et romaines

### Grèce archaïque
- Dame d'Auxerre
- Héra de Samos
- Tête du cavalier Rampin

### Grèce classique
- Pallas de Velletri
- Apollon sauroctone
- Diane de Gabies
- Gladiateur Borghèse
- Vénus d'Arles
- Apollon de Piombino

### Céramique grecque
- Vase d'Hercule et le lion de Némée
- Dinos du Peintre de la Gorgone
- Vase plastique corinthien en forme de buveur
- Cratère d'Euphronios

### Grèce hellénistique
- Victoire de Samothrace
- Vénus de Milo

### Art étrusque
- Sarcophage des Époux
- Lion ailé de Vulci

### Rome
- Base du groupe statuaire de Domitius Ahenobarbus
- Antinous Mondragone
- Marcellus en Hermès Logios
- Portrait de Marcus Vipsanius Agrippa
- Arès Borghèse
- Vénus Borghèse
- Vénus de Vienne
- Satyre verseur
- Hermaphrodite Borghèse
- Vase Borghèse
- Statue du Tibre avec Romulus et Rémus
- Vénus et Mars
- Trésor de Boscoreale
- Lion Albani
- Sénèque mourant
- Apollon citharède de Pompéi

## Département des Arts de l'Islam
- Baptistère de Saint Louis
- Lion de Monzon
- Pyxide d'al-Mughira
- Plat au paon
- Aiguière aux oiseaux
- Porche mamlouk
- Globe céleste
- Tapis de Mantes
- Chandelier aux canards

## Département des peintures

### Peinture italienne
- Maestà du Louvre (Cimabue)
- La Dérision du Christ (Cimabue)
- Saint François d'Assise recevant les stigmates (Giotto)
- Crucifix (Giotto)
- Le Portement de Croix (Martini)
- La Vierge d'humilité (Niccolò di Buonaccorso)
- Le Couronnement de la Vierge (Fra Angelico)
- Le Christ bénissant (Giovanni Bellini)
- Portrait d'homme (Giovanni Bellini)
- La Vierge d'humilité adorée par un prince de la Maison d'Este (Iacopo Bellini)
- Vénus et les trois Grâces offrant des présents à une jeune fille (Sandro Botticelli)
- Un jeune homme présenté par Vénus aux sept Arts libéraux (Sandro Botticelli)
- Portrait de jeune homme (Sandro Botticelli)
- Madone des Guidi de Faenza (Sandro Botticelli)
- La Prédication de saint Étienne (Vittore Carpaccio)
- La Vierge et l'Enfant entre saint Jean-Baptiste et sainte Marie-Madeleine (Cima da Conegliano)
- Vierge et l'Enfant à la colombe (Piero di Cosimo)
- Portrait d'un vieillard et d'un jeune garçon (Domenico Ghirlandaio)
- La Vierge aux rochers (Léonard de Vinci)
- La Belle Ferronnière (Léonard de Vinci)
- La Joconde (Léonard de Vinci)
- Sainte Anne, la Vierge et l'Enfant Jésus jouant avec un agneau (Léonard de Vinci)
- Bacchus ou Saint Jean Baptiste (Francesco Melzi d'après une composition de Léonard de Vinci)
- Saint Jean-Baptiste (Léonard de Vinci)
- La Vierge et l'Enfant entourés d'anges, de saint Frediano et de saint Augustin (Fra Filippo Lippi)
- La Crucifixion (Andrea Mantegna)
- Le Parnasse (Andrea Mantegna)
- Saint Sébastien (Andrea Mantegna)
- La Vierge de la Victoire (Andrea Mantegna)
- Minerve chassant les Vices du jardin de la Vertu (Andrea Mantegna)
- Le Condottière (Antonello de Messine)
- Le Christ à la colonne (Antonello de Messine)
- Portrait de Sigismond Malatesta, seigneur de Rimini (Piero della Francesca)
- Portrait d'une princesse d'Este (Pisanello)
- Portrait d'un graveur de pierres fines (Pontormo)
- Retable de Borgo San Sepolcro (Sassetta)
- La Bataille de San Romano (Paolo Uccello)
- Cinq Maîtres de la Renaissance florentine (anonyme)
- Le Printemps (Giuseppe Arcimboldo)
- Deux Chiens de chasse liés à une souche (Jacopo Bassano)
- La Chasse (Annibale Carracci)
- La Pêche (Annibale Carracci)
- Vénus, Satyre et Cupidon (Antonio Allegri dit Le Corrège)
- Allégorie du Vice (Le Corrège)
- Allégorie de la Vertu (Le Corrège)
- Saint Jérôme pénitent (Lorenzo Lotto)
- Le Portement de Croix (Lorenzo Lotto)
- Apollon et Daphnis (Le Pérugin)
- Le Combat de l'Amour et de la Chasteté (Le Pérugin)
- La Vierge à l'Enfant entre les saints Jean-Baptiste et Catherine d'Alexandrie (Le Pérugin)
- Jeune Saint avec une épée (Le Pérugin)
- Saint Sébastien (Le Pérugin)
- La Vierge et l'Enfant entourés de deux anges, sainte Rose et sainte Catherine (Le Pérugin)
- Autoportrait avec un ami (Raphaël)
- Portrait de Baldassare Castiglione (Raphaël)
- La Belle Jardinière (Raphaël)
- Portrait d'Isabelle de Requesens, vice-reine de Naples (Raphaël)
- La Vierge au diadème bleu (Raphaël)
- La Sainte Famille avec saint Jean-Baptiste (Raphaël)
- Saint Georges et le Dragon (Raphaël)
- Saint Michel et le Dragon (Raphaël)
- Saint Michel terrassant le démon (Raphaël)
- Retable Baronci (partie) (Raphaël)
- Le Christ mort (Rosso Fiorentino)
- La Charité (Andrea del Sarto)
- Autoportrait (Le Tintoret)
- Le Concert champêtre (Titien)
- L'Homme au gant (Titien)
- La Femme au miroir (Titien)
- La Vierge à l'Enfant avec sainte Catherine et un berger (Titien)
- Portrait d'homme (Titien)
- Les Noces de Cana (Paul Véronèse)
- La Belle Nani (Paul Véronèse)
- La Rencontre d'Abraham et de Melchisédech (Giovanni Benedetto Castiglione)
- La Diseuse de bonne aventure (Le Caravage)
- Portrait d'Alof de Wignacourt (Le Caravage)
- La Mort de la Vierge (Le Caravage)
- Romulus et Rémus recueillis par Faustulus (Pierre de Cortone)
- La Résurrection de Lazare (Le Guerchin)
- Le Doge sur le Bucentaure (Francesco Guardi)
- Galerie de vues de la Rome antique (Giovanni Paolo Panini)
- Galerie de vues de la Rome moderne (Giovanni Paolo Panini)
- Apollon et Daphné (Giambattista Tiepolo)
- Junon au milieu des nuées (Giambattista Tiepolo)

### Peinture française
- Portrait de Jean II le Bon (anonyme)
- Gabrielle d'Estrées et une de ses sœurs (anonyme)
- Portrait de Madeleine (Marie-Guillemine Benoist)
- Bouquet de lis et de roses dans une corbeille posée sur une chiffonnière (Antoine Berjon)
- Diane sortant du bain (François Boucher )
- L'Odalisque (François Boucher )
- Les Forges de Vulcain (François Boucher )
- La Diseuse de bonne aventure (Valentin de Boulogne)
- Les Massacres du Triumvirat (Antoine Caron)
- Portrait du cardinal de Richelieu (Philippe de Champaigne)
- Ex-voto de 1662 (Philippe de Champaigne)
- Le Bénédicité (Jean Siméon Chardin)
- La Raie (Jean Siméon Chardin)
- Raisins et Grenades (Jean Siméon Chardin)
- La Brioche (Jean Siméon Chardin)
- Le Buffet (Jean Siméon Chardin)
- L'Enfant au toton (Jean Siméon Chardin)
- Les Attributs des arts, Les Attributs de la musique et Les Attributs des sciences (Jean Siméon Chardin)
- Les Attributs de la musique civile et Les Attributs de la musique guerrière (Jean Siméon Chardin)
- Le Panier de fraises des bois (Jean Siméon Chardin)
- Pipes et vase à boire, dit aussi La Tabagie (Jean Siméon Chardin)
- La Toilette d'Esther (Théodore Chassériau)
- Vénus anadyomène (Théodore Chassériau)
- Les Deux Sœurs (Théodore Chassériau)
- Autoportrait (Théodore Chassériau)
- Aline Chassériau (Théodore Chassériau)
- Portrait de François Ier en saint Jean-Baptiste (Jean Clouet)
- Pierre Aymeric (Corneille de Lyon)
- Anne Stuart, Maréchale d'Aubigny (Corneille de Lyon)
- Souvenir de Mortefontaine (Jean-Baptiste-Camille Corot)
- La Cathédrale de Chartres (Jean-Baptiste-Camille Corot)
- Tivoli, les jardins de la Villa d'Este (Jean-Baptiste-Camille Corot)
- Le Château Saint-Ange et le Tibre, Rome (Jean-Baptiste-Camille Corot)
- Volterra, le municipe (Jean-Baptiste-Camille Corot)
- Volterra, la citadelle (Jean-Baptiste-Camille Corot)
- Le Pont de Narni (Jean-Baptiste-Camille Corot)
- Eva prima Pandora (Jean Cousin l'Ancien)
- Portrait de Démocrite (Antoine Coypel)
- Combat de Mars contre Minerve (Jacques-Louis David)
- Le Sacre de Napoléon (Jacques-Louis David)
- Le Serment des Horaces (Jacques-Louis David)
- Les Sabines (Jacques-Louis David)
- Autoportrait (Jacques-Louis David)
- Portrait de madame Récamier (Jacques-Louis David)
- Portrait du pape Pie VII (Jacques-Louis David)
- Les Amours de Pâris et d'Hélène (Jacques-Louis David)
- Portrait de Pierre Sériziat (Jacques-Louis David)
- Portrait d'Émilie Sériziat et son fils (Jacques-Louis David)
- Les licteurs rapportent à Brutus les corps de ses fils (Jacques-Louis David)
- Portrait de la marquise d'Orvilliers (Jacques-Louis David)
- Portrait de madame de Verninac (Jacques-Louis David)
- Portrait de madame Trudaine (Jacques-Louis David)
- La Liberté guidant le peuple (Eugène Delacroix)
- La Mort de Sardanapale (Eugène Delacroix)
- Femmes d'Alger dans leur appartement (Eugène Delacroix)
- Jeune Orpheline au cimetière (Eugène Delacroix)
- Scènes des massacres de Scio (Eugène Delacroix)
- Entrée des Croisés à Constantinople (Eugène Delacroix)
- La Barque de Dante (Eugène Delacroix)
- Nature morte au homard (Eugène Delacroix)
- Autoportrait au gilet vert (Eugène Delacroix)
- Le Verrou (Jean-Honoré Fragonard)
- Portraits de fantaisie (Jean-Honoré Fragonard)
- La Leçon de musique (Jean-Honoré Fragonard)
- La Chemise enlevée (Jean-Honoré Fragonard)
- Portrait de Charles VII (Jean Fouquet)
- Portrait de Guillaume Jouvenel des Ursins (Jean Fouquet)
- L'Élève intéressante (Marguerite Gérard avec la collaboration de Jean-Honoré Fragonard)
- Le Radeau de la Méduse (Théodore Géricault)
- Officier de chasseurs à cheval de la garde impériale chargeant (Théodore Géricault)
- Cuirassier blessé quittant le feu (Théodore Géricault)
- La Monomane du jeu (Théodore Géricault)
- Le Derby d'Epsom (Théodore Géricault)
- Le Four à plâtre (Théodore Géricault)
- Tête de cheval blanc (Théodore Géricault)
- Port de mer au soleil couchant (Claude Gellée)
- Vue du Campo Vaccino (Claude Gellée)
- Ulysse remet Chryséis à son père (Claude Gellée)
- Paysage avec Pâris et Œnone (Claude Gellée)
- Le Débarquement de Cléopâtre à Tarse (Claude Gellée)
- La Fête villageoise (Claude Gellée)
- L'Accordée de village (Jean-Baptiste Greuze)
- La Cruche cassée (Jean-Baptiste Greuze)
- La Lecture de la Bible (Jean-Baptiste Greuze)
- Bonaparte au pont d'Arcole (Antoine-Jean Gros)
- Bonaparte visitant les pestiférés de Jaffa (Antoine-Jean Gros)
- Napoléon sur le champ de bataille d'Eylau (Antoine-Jean Gros)
- Portrait équestre de Joachim Murat, roi de Naples (Antoine-Jean Gros)
- La Grande Odalisque (Jean-Auguste-Dominique Ingres)
- La Baigneuse Valpinçon (Jean-Auguste-Dominique Ingres)
- Le Bain turc (Jean-Auguste-Dominique Ingres)
- Mademoiselle Rivière (Jean-Auguste-Dominique Ingres)
- Portrait de monsieur Bertin (Jean-Auguste-Dominique Ingres)
- L'Apothéose d'Homère (Jean-Auguste-Dominique Ingres)
- Portrait du comte Louis-Mathieu Molé (Jean-Auguste-Dominique Ingres)
- Œdipe explique l'énigme du sphinx (Jean-Auguste-Dominique Ingres)
- Madame Rivière (Jean-Auguste-Dominique Ingres)
- Monsieur Philibert Rivière (Jean-Auguste-Dominique Ingres)
- Roger délivrant Angélique (Jean-Auguste-Dominique Ingres)
- Portrait de madame Panckoucke (Jean-Auguste-Dominique Ingres)
- Portrait d'Edme Bochet (Jean-Auguste-Dominique Ingres)
- Portrait de Ferdinand-Philippe, duc d'Orléans (Jean-Auguste-Dominique Ingres)
- Madame Marcotte de Sainte-Marie (Jean-Auguste-Dominique Ingres)
- Le Tricheur à l'as de carreau (Georges de La Tour)
- La Madeleine à la veilleuse (Georges de La Tour)
- Saint Joseph charpentier (Georges de La Tour)
- Saint Thomas (Georges de La Tour)
- L'Adoration des bergers (Georges de La Tour)
- Le Chancelier Seguier (Charles Le Brun)
- Famille de paysans dans un intérieur (Louis Le Nain)
- Le Reniement de saint Pierre (Frères Le Nain)
- Les Funérailles de l'Amour (Henri Lerambert)
- Vie de saint Bruno (Eustache Le Sueur)
- Clio, Euterpe et Thalie (Eustache Le Sueur)
- Melpomène, Érato et Polymnie (Eustache Le Sueur)
- Portrait de l'artiste (Pierre Mignard)
- Coupe de cerises, Prunes et Melon (Louise Moillon)
- L'Inspiration du poète (Nicolas Poussin)
- L'Enlèvement des Sabines (Nicolas Poussin)
- Paysage avec Orphée et Eurydice (Nicolas Poussin)
- Les Saisons (Nicolas Poussin)
- Le Triomphe de Flore (Nicolas Poussin)
- Écho et Narcisse (Nicolas Poussin)
- Et in Arcadia ego (Nicolas Poussin)
- La Peste d'Asdod (Nicolas Poussin)
- L'Apparition de la Vierge à saint Jacques le Majeur (Nicolas Poussin)
- Pietà de Villeneuve-lès-Avignon (Enguerrand Quarton)
- Portrait de Louis XIV en costume de sacre (Hyacinthe Rigaud)
- Projet d'aménagement de la Grande Galerie du Louvre (Hubert Robert)
- La Maison Carrée, les Arènes et la Tour Magne à Nîmes (Hubert Robert)
- Le Pont du Gard (Hubert Robert)
- Escalier tournant du palais Farnese à Caprarola (Hubert Robert)
- Panaches de mer, Lithophytes et Coquilles (Anne Vallayer-Coster)
- Denis Diderot, écrivain (Louis-Michel van Loo)
- La Barrière de Clichy. Défense de Paris, le 30 mars 1814 (Horace Vernet)
- Madame Vigée Le Brun et sa fille (Élisabeth Vigée Le Brun)
- La Comtesse Catherine Vassilievna Skavronskaïa (Élisabeth Vigée Le Brun)
- Allégorie de la richesse (Simon Vouet)
- Le Pèlerinage à l'île de Cythère (Antoine Watteau)
- Pierrot (Antoine Watteau)
- L'Indifférent (Antoine Watteau)
- Diane au bain (Antoine Watteau)
- Les Deux Cousines (Antoine Watteau)
- Le Faux Pas (Antoine Watteau)

### Peinture flamande et hollandaise
- La Nef des fous (Jérôme Bosch)
- La Déploration du Christ (Dirk Bouts)
- La Chasse au cerf (Paul Bril)
- Le Duo (Hendrick ter Brugghen)
- Les Mendiants (Pieter Brueghel l'Ancien)
- Six Coquillages sur une table de pierre (Adriaen Coorte)
- Les Noces de Cana (Gérard David)
- Triptyque de la famille Sedano (Gérard David)
- La Femme hydropique (Gérard Dou)
- Charles Ier à la chasse (Antoine van Dyck)
- La Vierge du chancelier Rolin (Jan van Eyck)
- Ulysse reconnaissant Achille (déguisé en femme) parmi les filles de Lycomède (Frans Francken II)
- La Bohémienne (Frans Hals)
- Le Bouffon au luth (Frans Hals)
- Joueurs de cartes dans un riche intérieur (Pieter de Hooch)
- Les Pantoufles (Samuel van Hoogstraten)
- Le roi boit (Jacob Jordaens)
- Ustensiles de cuisine (Willem Kalf)
- Portrait d'une femme âgée (Hans Memling)
- La Vierge à l'Enfant entre saint Jacques et saint Dominique (Hans Memling)
- Le Marché aux herbes d'Amsterdam (Gabriel Metsu)
- Le Prêteur et sa Femme (Quentin Metsys)
- Saint Jérôme dans le désert (Joachim Patinir)
- Bethsabée au bain tenant la lettre de David (Rembrandt)
- Les Pèlerins d'Emmaüs (Rembrandt)
- Philosophe en méditation (Rembrandt)
- Le Bœuf écorché (Rembrandt)
- L'Archange Raphaël quittant la famille de Tobie (Rembrandt)
- Autoportrait au chevalet et à l'appuie-main de peintre (Rembrandt)
- Portrait de Maerten Soolmans (Rembrandt)
- Portrait de Oopjen Coppit (Rembrandt)
- Le Collecteur d'impôts (Marinus van Reymerswale)
- Hélène Fourment et deux de ses enfants (Pierre Paul Rubens)
- Hélène Fourment au carrosse (Pierre Paul Rubens)
- La Fête de village (Pierre Paul Rubens)
- Cycle de Marie de Médicis (Pierre Paul Rubens)
- Hercule et Omphale (Pierre Paul Rubens)
- Ixion, roi des Lapithes, trompé par Junon qu'il voulait séduire (Pierre Paul Rubens)
- Le Coup de soleil (Jacob van Ruisdael)
- Vénus et l'Amour (Lambert Sustris)
- La Dentellière (Johannes Vermeer)
- L'Astronome (Johannes Vermeer)
- Triptyque Braque (Rogier van der Weyden)
- Triptyque de l'Annonciation (Rogier van der Weyden)

### Peinture allemande
- Le Chevalier, la Jeune Fille et la Mort (Hans Baldung)
- Les Trois Grâces (Lucas Cranach l'Ancien)
- Vénus debout dans un paysage (Lucas Cranach l'Ancien)
- Vénus debout dans un paysage (Lucas Cranach l'Ancien)
- Portrait de Magdalena Luther, fille du réformateur Martin Luther (Lucas Cranach l'Ancien)
- Portrait de Jean-Frédéric le Magnanime (Lucas Cranach l'Ancien)
- Portrait de Caspar von Köckeritz (Lucas Cranach l'Ancien)
- L'Âge d'argent (Lucas Cranach l'Ancien)
- Portrait de l'artiste tenant un chardon (Albrecht Dürer)
- Corbeaux sur un arbre (Caspar David Friedrich)
- Bord de mer au clair de lune (Caspar David Friedrich)
- Portrait de Nicolaus Kratzer (Hans Holbein le Jeune)

### Peinture espagnole
- Guirlande de fleurs, Oiseaux et Papillon (Juan de Arellano)
- Saint Louis, roi de France, et un page (Le Greco)
- Christ en croix adoré par deux donateurs (Le Greco)
- Portrait d'Antonio de Covarrubias y Leiva (Le Greco)
- Portrait de la marquise de la Solana (Francisco de Goya)
- Portrait de Ferdinand Guillemardet (Francisco de Goya)
- Nature morte avec des côtes et une tête d'agneau (Francisco de Goya)
- Le Jeune Mendiant (Bartolomé Esteban Murillo)
- La Nativité de la Vierge (Bartolomé Esteban Murillo)
- Le Pied-bot (José de Ribera)
- L'Adoration des bergers (José de Ribera)
- Sainte Apolline (Francisco de Zurbarán)
- L'Exposition du corps de saint Bonaventure (Francisco de Zurbarán)

### Peinture britannique et américaine
- François Ier, Charles Quint et la duchesse d'Étampes (Richard Parkes Bonington)
- Lady Macbeth somnambule (Johann Heinrich Füssli)
- Conversation dans un parc (Thomas Gainsborough)
- Portrait de Lady Alston (Thomas Gainsborough)
- La Rue et la mosquée El Ghouri au Caire (John Frederick Lewis)

## Département des sculptures

### Sculptures françaises
- Le Christ détaché de la Croix (première moitié du XIIe siècle)
- Tombeau de Philippe Pot (XVe siècle)
- Chevaux de Marly (Guillaume Coustou)
- Milon de Crotone (Pierre Puget)
- Les Trois Grâces (James Pradier)
- Prométhée enchaîné (Nicolas Sébastien Adam)

### Sculptures italiennes
- L'Esclave rebelle (Michel-Ange)
- L'Esclave mourant (Michel-Ange)
- Vierge à l'Enfant (Donatello)
- Buste d'une princesse (Francesco Laurana)
- Buste du cardinal de Richelieu (Le Bernin)
- Psyché ranimée par le baiser de l'Amour (Antonio Canova)
- L'Amour et Psyché debout (Antonio Canova)

### Autres pays
- Sainte Marie Madeleine (attribué à Gregor Erhart)

## Département des objets d'art
- Ivoire Barberini
- Patène de serpentine (plat antique avec monture carolingienne)
- Vase de cristal d'Aliénor a(vase du VIe siècle ou VIIe siècle avec une monture réalisée vers 1140)
- Boîte-reliure de Maastricht (première moitié du XIe siècle)
- Aigle de Suger (vers 1130-1140)
- Aiguière aux oiseaux (fin Xe siècle ou début XIe siècle)
- Épée de Charlemagne, dite Joyeuse (Xe-XI)
- Coffret de Saint Louis
- Vierge de Jeanne d'Évreux (deuxième quart du XIVe siècle)
- Sceptre de Charles V
- Casque de parade de Charles VI
- Dais de Charles VII
- Livre d'heures de François Ier
- Tenture Les Chasses de Maximilien (XVIe siècle, atelier bruxellois à partir de cartons de Bernard van Orley)
- Le Régent (diamant)
- Le Sancy (diamant)
- Couronne de Louis XV
- Table de Teschen
- Armoire aux perroquets (André-Charles Boulle)
- Tabatière Choiseul (XVIIIe siècle)
- Chambre de Madame Récamier
- Athénienne de Napoléon Ier (Martin-Guillaume Biennais)
- Grand écrin de l'impératrice Joséphine (Jacob-Desmalter)
- Table de toilette de la duchesse de Berry (Marie-Jeanne-Rosalie Desarnaud-Charpentier sur un dessin de Nicolas Henri Jacob)
- Couronne de l'impératrice Eugénie

## Département des Arts graphiques
- Portrait d'Isabelle d'Este (Léonard de Vinci)